# Theta (gastrópode)
Theta é um gênero de gastrópodes pertencente a família Raphitomidae.

## Espécies
- Theta chariessa (Watson, 1881)
- Theta lyronuclea (Clarke A.H., 1959)
- Theta spicea (Watson, 1881)
- Theta vayssierei (Dautzenberg, 1925)

Espécies trazidas para a sinonímia
- Theta chrysoplex (Barnard, 1963): sinônimo de Gymnobela chrysopelex (Barnard, 1963)
- Theta lanceata (Dall, 1927): sinônimo de Gymnobela lanceata Dall, 1927